# Dufauxia simplex
Dufauxia simplex là một loài bọ cánh cứng trong họ Cerambycidae.